# 吴潜涛
吴潜涛（1949年12月—），男，汉族，河南南阳人。现任清华大学教授、博士生导师。2018年1月入选清华大学首批文科资深教授。主要从事伦理学、思想政治教育学的教学与研究工作。

## 简历
1982年取得河南大学政教系哲学硕士学位；1989年取得中国人民大学哲学系伦理学专业博士学位；后在中国人民大学任教授、博士生导师，曾任中国人民大学党委宣传部部长、哲学院党委书记。2010年4月进入清华大学，担任马克思主义学院教授、博士生导师。

## 头衔
- 中国伦理学会副会长
- 清华大学高校德育研究中心副主任
- 清华大学社会主义核心价值观协同创新中心主任
- 教育部人文社会科学百所重点研究基地中国人民大学伦理学与道德建设研究中心主任
- 中央马克思主义理论研究和建设工程《思想道德修养与法律基础》课教材编写组首席专家
- 东南大学兼职教授[2]

## 著作
主要著作有
- 《日本伦理思想与日本现代化》
- 《伦理学与思想政治教育》
- 《新时期思想政治教育史论》

主要译著有
- 《伦理学概论》
- 《东西方伦理学》[3]